# Medibank
 Medibank (Medibank Private Ltd.) ist ein australisches Gesundheitsunternehmen mit Sitz in Melbourne. Das Unternehmen bietet private Krankenversicherungen und Krankenversicherungslösungen an. Zu den Segmenten gehören die Krankenversicherung und die Medibank Health. Das Segment Krankenversicherung bietet private Krankenversicherungsprodukte, einschließlich Kranken- und Zusatzversicherungen, als eigenständige Produkte oder als solche an, die beides kombinieren. Die Krankenversicherung bietet den Mitgliedern eine Krankenversicherung für Krankenhausbehandlungen, während die Zusatzversicherung den Mitgliedern eine Krankenversicherung für Gesundheitsdienstleistungen wie zahnärztliche, optische und physiotherapeutische Leistungen bietet. Das Segment bietet auch Krankenversicherungsprodukte für ausländische Besucher und ausländische Studenten an. Das Segment Medibank Health bietet eine Reihe von Aktivitäten an, darunter Verträge mit Regierungs- und Firmenkunden zur Bereitstellung von Gesundheitsmanagementdiensten sowie eine Reihe von Telegesundheitsdiensten in Australien. Darüber hinaus vertreibt es im Auftrag anderer Versicherer Reise-, Lebens- und Haustierversicherungsprodukte.
Es ist im S&P/ASX 50 notiert.
Medibank ist Australiens zweitgrößter Krankenversicherer mit 3,5 Millionen Mitgliedern.

## Geschichte
Medibank begann ihre Geschäftstätigkeit als privater Krankenversicherer in australischem Staatsbesitz, der 1975 von der Regierung unter dem Ministerpräsidenten Gough Whitlam durch die Health Insurance Commission gegründet wurde. Medibank wurde gegründet, um privaten „gewinnorientierten“ Gesundheitsunternehmen Wettbewerb zu verschaffen. Es sollte Druck auf andere Krankenkassen ausüben, um die Prämien auf einem angemessenen Niveau zu halten. Jahr 2006 kündigte die Regierung der Howard-Koalition an, dass Medibank im Falle eines Wahlsiegs 2007 in einem öffentlichen Bieterwettbewerb verkauft werden solle. Sie wurde jedoch von der australischen Labour Party unter Kevin Rudd besiegt, die bereits zugesagt hatte, dass Medibank in Staatsbesitz bleiben würde. Nach 2009 war Medibank, obwohl sie weiterhin in staatlichem Besitz war, ein staatliches Unternehmen, das als vollständig kommerzialisiertes Unternehmen Steuern und Dividenden unter dem gleichen Regulierungssystem zahlte wie andere registrierte private Krankenkassen. Bei den Parlamentswahlen 2013, die von einer bürgerlichen Koalition unter der Führung der Liberal Party of Australia gewonnen wurde, stand die Privatisierung erneut auf der Tagesordnung.
Der Börsengang wurde im Jahr 2014 durchgeführt. Die Aktien wurden zu einem Preis von 2,15 A$ emittiert. Der Verkauf brachte der Regierung 5,7 Milliarden A$ ein. Medibank hielt einen Anteil von 29 % am privaten australischen Krankenversicherungsmarkt.